# Nannocharax intermedius
Nannocharax intermedius es una especie de peces de la familia Citharinidae en el orden de los Characiformes.

## Morfología
Los machos pueden llegar alcanzar los 6,5 cm de longitud total.

## Hábitat
Vive en zonas de clima tropical.

## Distribución geográfica
Se encuentran en África: el Camerún.